# Lijst van nummer 1-albums in de Vlaamse Ultratop 50 Albums in 1995
Onderstaande albums stonden in 1995 op nummer 1 in de Vlaamse Ultratop 50 Albums. De lijst wordt  vanaf 31 maart 1995 samengesteld door Ultratop 50.
| Nummer | Datum        | Artiest           | Titel                                     |
| ------ | ------------ | ----------------- | ----------------------------------------- |
| 1      | 1 april      | Bruce Springsteen | Greatest hits                             |
|        | 8 april      | Bruce Springsteen | Greatest hits                             |
|        | 15 april     | Bruce Springsteen | Greatest hits                             |
|        | 22 april     | Bruce Springsteen | Greatest hits                             |
|        | 29 april     | Bruce Springsteen | Greatest hits                             |
|        | 6 mei        | Bruce Springsteen | Greatest hits                             |
|        | 13 mei       | Bruce Springsteen | Greatest hits                             |
| 2      | 20 mei       | Take That         | Nobody else                               |
|        | 27 mei       | Take That         | Nobody else                               |
| 3      | 3 juni       | Céline Dion       | The colour of my love                     |
|        | 10 juni      | Céline Dion       | The colour of my love                     |
| 4      | 17 juni      | Céline Dion       | D'eux                                     |
| 5      | 24 juni      | Pink Floyd        | P•U•L•S•E                                 |
| 6      | 1 juli       | Michael Jackson   | HIStory: Past, present and future, Book I |
|        | 8 juli       | Michael Jackson   | HIStory: Past, present and future, Book I |
| 7      | 15 juli      | Samson & Gert     | Samson & Gert 5                           |
|        | 22 juli      | Samson & Gert     | Samson & Gert 5                           |
|        | 29 juli      | Samson & Gert     | Samson & Gert 5                           |
|        | 5 augustus   | Samson & Gert     | Samson & Gert 5                           |
|        | 12 augustus  | Samson & Gert     | Samson & Gert 5                           |
|        | 19 augustus  | Samson & Gert     | Samson & Gert 5                           |
| 3      | 26 augustus  | Céline Dion       | The colour of my love                     |
|        | 2 september  | Céline Dion       | The colour of my love                     |
| 8      | 9 september  | De Smurfen        | Smurfen houseparty                        |
| 9      | 16 september | Will Tura         | Bloed, zweet & tranen                     |
| 4      | 23 september | Céline Dion       | D'eux                                     |
|        | 30 september | Céline Dion       | D'eux                                     |
|        | 7 oktober    | Céline Dion       | D'eux                                     |
| 10     | 14 oktober   | Vaya Con Dios     | Roots and wings                           |
|        | 21 oktober   | Vaya Con Dios     | Roots and wings                           |
| 11     | 28 oktober   | K's Choice        | Paradise in me                            |
|        | 4 november   | K's Choice        | Paradise in me                            |
| 12     | 11 november  | Clouseau          | Oker                                      |
| 13     | 18 november  | Dana Winner       | Regen van geluk                           |
|        | 25 november  | Dana Winner       | Regen van geluk                           |
| 14     | 2 december   | Helmut Lotti      | Helmut Lotti goes classic                 |
|        | 9 december   | Helmut Lotti      | Helmut Lotti goes classic                 |
|        | 16 december  | Helmut Lotti      | Helmut Lotti goes classic                 |
|        | 23 december  | Helmut Lotti      | Helmut Lotti goes classic                 |
|        | 30 december  | Helmut Lotti      | Helmut Lotti goes classic                 |

1995 ·
1996 ·
1997 ·
1998 ·
1999 ·
2000 ·
2001 ·
2002 ·
2003 ·
2004 ·
2005 ·
2006 ·
2007 ·
2008 ·
2009 ·
2010 ·
2011 ·
2012 ·
2013 ·
2014 ·
2015 ·
2016 ·
2017 ·
2018 ·
2019 ·
2020 ·
2021 ·
2022 ·
2023 ·
2024 ·
2025
- Nederland
- Nederland (Album Top 100)
- Vlaanderen